# Балабинка
Бала́бинка — хутор в Семикаракорском районе Ростовской области.
Входит в состав Кузнецовского сельского поселения.

## История
Хутор возник в начале XIX века; назывался — хутор Балабин. До революции входил в 1-й Донской округ Области Войска Донского.
Основан в 1822 году. Хутор получил своё название от фамилии отставного офицера В. И. Балабина.
По данным на 1822 год в нём числилось 1 господский и 15 крестьянских домов. Согласно документам 1897 года в хуторе действовала Николаевская церковь. Первым её священником с 1884 года был Орлов Василий Петрович.
К 1925 году хутор входил в Кузнецовский сельсовет Семикаракорского района Донского округа Северо-Кавказского края. В нём числилось 115 дворов, 601 житель, начальная школа, 2 мелких промышленных предприятия и 2 колодца. В справочнике административно-территориального деления Ростовской области на 1950 год значился в Кузнецовском сельсовете Семикаракорского района. На 1 сентября 1959 года числился в Слободском сельсовете Семикаракорского района.

## Население
| 2010 |
| ---- |
| 423  |

## Улицы
| - ул. Буденного, - ул. Горького, - ул. Красноармейская, - ул. Ленина, | - ул. Летучева, - ул. Молодёжная, - ул. Набережная, - ул. Центральная. |